# Ілзе Лоза
І́лзе Ло́за (Ilse Losa, до шлюбу Лібліх, Lieblich, *20 березня 1913, Мелле, Оснабрюк, Нижня Саксонія, 20 березня 1913, Німеччина — 6 січня 2006, Порту, Португалія) — португальська (родом з Німеччини) письменниця та перекладачка єврейського походження.

## Біографія
Народилась у селі поблизу Ганновера в Німеччині в євейській родині Артура Лібліха (Arthur Lieblich, помер у 1930 р.) та Гедвіг Гірш (Hedwig Hirsch, померла в 1936 р.). Вона відвідувала середню школу в Оснабрюці та Гільдесгаймі, а згодом комерційний інститут у Ганновері.
Боячись бути відісланою гестапо до концтабору через юдейське походження, у 1930 році вона з матір'ю та братами Ернстом (нар. у червні 1914 р.) та Фріцом змушені були залишити рідну країну. Спершу емігрували до Англії, де Ілзе Лібліхмала перший досвід дитсадків і стикнулися з проблемами з дітьми.
У 1934 році переїхала до Португалії, оселившись у Порту, де наступного року (1935) побралася з архітектором Арменіо Тавейром Лоза (Arménio Taveira Losa), набувши т.ч. португальське громадянство. Її брат Фріц також одружився з португалкою на ім'я Флориса Естеліта Гонсалвіш (Florisa Estelita Gonçalves), з якою мав двох дочок.
У 1943 році народила першу дочку Маргариду Лібліх Лоза (Margarida Lieblich Losa, померла в січні 1999). Тоді ж надрукувала свою першу книгу: O mundo em que vivi («Світ, у якому жила») і відтоді присвятила життя літературній діяльності — здебільшого перекладацтву й дитячій літературі.
У 1984 році за значний внесок до португальської літератури для дітей і підлітків дістала «Велику премією Гульбенкяна» (Gran Premio Gulbenkian).
Народила другу дочку — Александру Лібліх Лоза (Alexandra Lieblich Losa).
У 1998 році Ілзе Лоза була удостоєна "Gran Premio de Crónica" від "APE" (Португальська асоціація письменників [Архівовано 9 червня 2020 у Wayback Machine.]) за твір À Flor do Tempo («Квітка часу»).
Співпрацювала в різних газетах і журналах, німецькою та португальською мовами, представлена в різних антологіях португальських авторів; також брала участь у підготовці, упорядкуванні та перекладах антологій португальських творів, виданих у Німеччині.
Померла в Порту у 2006 році у віці 92-х років.

## Творчість
Ілзе Лоза відома, перш за все, як дитяча письменниця. Але її доросла проза — романи здіймають серйозні теми, зокрема, засудження нацизму, ностальгії за батьківщиною.

### Вибрана бібліографія
Романи
- O mundo em que vivi (1949)
- Histórias quase esquecidas (1950)
- Grades brancas (1951) 56 pp.
- Rio sem ponte (1952)
- Aqui havia uma casa (1955)
- Sob céus estranhos (1962) ISBN 972-42-2222-5, ISBN 978-972-42-2222-6 182 pp.
- Encontros no outono (1965)
- O barco afundado (1979)
- Um artista chamado Duque (1990)
- Caminhos sem destino (1991)
- Silka

Дитяча література
- Faísca conta a sua história (1949)
- A flor azul (1955)
- Na quinta das cerejeiras (1984)
- Estas searas (1984)
- A visita do padrinho (1989)
- Beatriz e o plátano (1976)
- O rei rique e outras histórias
- O Quadro Roubado|divcolend}}

Хроніки
- Ida e volta, procura de Babbitt (1959)
- À flor do tempo (1997)

Відома також перекладами з німецької на португальську низки найавторитетніших авторів.

## Нагороди й відзнаки
- 9 червня 1995 року: удостоєна Ордену інфанта Енріке.
- Cruz Federal del Mérito [6].
- 1982 : премія Фонду Гульбенкянів за книгу Na Quinta das Cerejeiras
- 1984 : Велика премія Гульбенкян за внесок у літературу
- 1989 : Premio Maza de Oro від Братиславського міжнародного бієнале за новелу Silka[7].